# ييليس غرافستروم
ييليس غرافستروم (Gillis Grafström) هو لاعب أولمبي لرياضة التزلج الفني على الجليد من السويد. شارك في الأولمبياد الشتوي في 1920–1932، وفاز بما مجموعه 4 ميداليات.
و هو أول رياضي يفوز بميدالية في كلا الألعاب الأولمبية الصيفية و الشتوية.

## الميداليات
| ذهب | فضة | برونز | المجموع |
| 3   | 1   | 0     | 4       |

## روابط خارجية
- ييليس غرافستروم على موقع اللجنة الأولمبية الدولية (الإنجليزية)
- ييليس غرافستروم على موقع أوليمبيديا (الإنجليزية)
- ييليس غرافستروم على موقع اللجنة الأولمبية السويدية (السويدية)